# Ugyops butleri
Ugyops butleri är en insektsart som beskrevs av Frederick Arthur Godfrey Muir 1925. Ugyops butleri ingår i släktet Ugyops och familjen sporrstritar. Inga underarter finns listade i Catalogue of Life.